# لو شزنه
شهر لو شزنه (به فرانسوی: Le Chesnay) در شهرستان ایولین در ناحیه ایل-دو-فرانس با جمعیت ۲۹٬۵۴۲ نفر در کشور فرانسه واقع شده‌است